# 68 (عدد)
68 (ثمانية وستون) هو عدد طبيعي يلي العدد 67 ويسبق العدد 69.